# Daisetsu Teitaro Suzuki
Daisetsu Teitaro Suzuki (鈴木 大拙 Suzuki Daisetsu?,  18 de octubre de 1870 - 12 de julio de 1966) fue un  filósofo japonés, reconocido como uno de los promotores del zen en Occidente. Su nombre de nacimiento fue Teitarō (貞太郎?) y su nombre budista como monje fue Daisetsu, pero internacionalmente fue conocido con sus dos nombres juntos, así como D. T. Suzuki o Daisetz Teitaro Suzuki.
Ha sido uno de los pilares que prepararon el terreno para que otros maestros del Ch'an y el Zen pudieran darse a conocer posteriormente. Con sus numerosos libros y ensayos sobre Budismo, Zen y Shin, fomentó el interés de Occidente por la espiritualidad Zen y Shin. Fue además un gran traductor de literatura china, japonesa y sánscrita.
Aunque su lugar de nacimiento hace ya tiempo que dejó de existir, un monumento marca su localización. Su nombre budista "Daisetsu", cuyo significado es "Gran Simplicidad", le fue dado por su maestro Zen Soyen Shaku.

## Biografía
Nació en Honda-machi, Kanazawa, en la prefectura de Ishikawa. Cuarto hijo del médico Ryojun Suzuki. La clase samurái en la familia Suzuki decayó con la caída del feudalismo, lo que obligó a su madre, una budista Shin, a criarle en un entorno de pobreza tras la muerte de su padre. Cuando tuvo suficiente edad para tomar conciencia de la situación en la que había nacido, comenzó a buscar respuestas en las diferentes formas de religión. Su intelecto filosófico, por naturaleza agudo, encontró dificultad para aceptar algunas de las cosmologías a las que fue expuesto.
Su hermano, abogado, financió su vida y educación en Tokio, en la Universidad de Waseda. En 1890 ingresó en la Universidad de Tokio, pero intensamente atraído por el budismo Zen, estudió en Kamakura con Imagita Kosen Roshi, abad del monasterio Engaku-ji, y tras su muerte con Soyen Shaku. Soyen fue un monje Zen excepcional. En su juventud, su maestro Kosen y otros le habían reconocido como muy avanzado. Tres años después de recibir la "Transmisión del Dharma" de Kosen, a la edad de 25 años, Soyen tomó la determinación de viajar a Ceilán (actualmente, Sri Lanka) para estudiar Pali y Budismo Theravāda, viviendo la vida retirada del bhiksu  durante tres años.
Bajo la tutela de Soyen Shaku, los estudios de Suzuki fueron esencialmente internos y no-verbales, incluyendo largos períodos de zazen  (meditación sentado). Una labor comprometida que Suzuki describió como cuatro años de esfuerzo mental, físico, moral e intelectual.
Durante sus períodos de entrenamiento en Engaku-ji, Suzuki vivió la vida de cualquier monje. El describe esta vida y su propia experiencia en Kamakura en su libro "El entrenamiento de un monje budista Zen". Fue invitado por Shaku Soen a visitar los Estados Unidos en la década de 1890.
En 1906 tradujo uno de sus libros al inglés, lo que significó el punto de partida en su carrera como escritor de libros en inglés.

## Carrera profesional

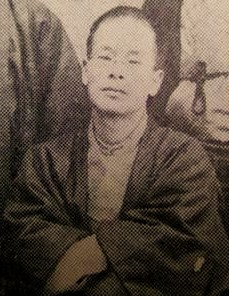
Suzuki alrededor de 1890.

En su juventud, Suzuki adquirió buenos conocimientos de diversas lenguas (chino, sánscrito, pali), incluyendo varios idiomas europeos. Shaku Soen fue uno de los conferenciantes invitados al Parlamento Mundial de religiones en Chicago, en 1893. Cuando un erudito alemán (que residía en La Salle, Illinois), el Dr. Paul Carus, se dirigió a Shaku Soen para solicitarle ayuda en la traducción y preparación de literatura espiritual oriental para su publicación en Occidente, le recomendó a su discípulo Suzuki para dicha labor. Suzuki vivió en casa del Dr. Carus, trabajando con él en un principio en la traducción del clásico chino Tao Te King. En Illinois, Suzuki comenzó los primeros esbozos de su trabajo sobre el Budismo Mahāyāna. El mismo Carus había escrito un libro ofreciendo una visión del Budismo, titulado "El Evangelio de Buda". Shaku Soen escribió una introducción para él, y Suzuki tradujo el libro al japonés. En esta época, a finales de siglo, un buen número de occidentales y asiáticos (Carus, Soen y Suzuki incluidos) se involucraron en el reavivamiento mundial del budismo, que había comenzado levemente en la década de 1880.
Desde 1897 a 1909 residió en La Salle, Illinois, Estados Unidos, como traductor y editor de obras filosóficas y religiosas para The Open Court Publishing Co., colaborando con el Dr. Paul Carus. También fue intérprete de Soyen Shaku durante su gira estadounidense (1905/6) y en 1909 continuó sus estudios de Zen en Kamakura con el citado maestro, alcanzando el satori (la iluminación)  bajo su guía.

### Matrimonio
Mientras vivía en los Estados Unidos, Suzuki viajó por Europa antes de convertirse en profesor en Japón. Posteriormente fue profesor de la Peer´s School de Tokio (1909/21) y en este período contrajo matrimonio (1911) con una estadounidense, Beatriz Erskine Lane, una teósofa. Posteriormente, Suzuki se unió a la Sociedad Teosófica  convirtiéndose en un activo teósofo. Dedicados a la propagación del Budismo Mahayana, vivieron en una cabaña en los terrenos del Engaku-ji  hasta 1919, en que se mudaron a Kioto, donde Suzuki comenzó su carrera como profesor en la Universidad de Otani, en 1921. Mientras estaba en Kioto, visitó al Dr. Hoseki Shinichi Hisamatsu, un famoso erudito Budista Zen, y discutieron sobre el Zen en el Templo Shunkoin en el complejo del Templo Myoshinji.
En el mismo año en que ingresó en la Universidad Otani, él y su esposa, Beatrice, fundaron la "Eastern Buddhist Society" (Sociedad Budista Oriental), y el periódico The Eastern Buddhist  (1921), para el cual escribió muchos artículos que fueron la base de sus futuros libros de los cuales ya había publicado dos en 1900 y 1907; la sociedad estaba enfocada al Budismo Mahayana y ofrecía lecturas y seminarios, publicando un periódico, el "Eastern Buddhist". Enseñó después en las universidades Otani de Kioto (1921/41) y en la de Universidad Columbia  de Nueva York (1951/57). Realizó muchos viajes disertando sobre Zen en las universidades de Oxford, Cambridge, Yale, Harvard, Cornell, Princeton y otras. Suzuki mantuvo contactos con Occidente, jugando un papel en el Congreso Mundial de las Diversas Fes en 1936, en la Universidad de Londres (durante este año, él era un profesor de intercambio).
En 1949 fue designado miembro de la Academia Japonesa y condecorado por el Emperador con la medalla cultural, y anteriormente había recibido el grado de doctor honoris causa  en la Universidad de Otani. En 1960 visitó la India  como huésped de honor del Estado. 
Al tiempo que enseñaba sobre la práctica y la historia del Budismo Zen (o Ch'an), Suzuki fue un experto erudito sobre la filosofía Kegon.
Siendo aún profesor de filosofía budista en las primeras décadas del siglo XX, Suzuki escribió algunas de las introducciones más celebradas sobre Budismo, y particularmente de la escuela china Ch'an (aunque él siempre utilizó el término "Zen" para esta línea de Budismo, ya que es la pronunciación japonesa de su nombre).
Suzuki estaba especialmente interesado en los siglos formativos de esta tradición budista, en China. Muchos de los escritos de Suzuki en inglés rondan sobre los textos Ch'an de Biyan Lu  (Registros del Precipicio Azul) y el Wumenkuan (Paso sin Entrada), que registra los estilos de enseñanza y las palabras de los maestros clásicos chinos. También estaba interesado en cómo esta tradición, una vez importada a Japón, influyó en el carácter y la historia de este país, y escribió en inglés sobre la cultura japonesa y el Zen. La reputación de Suzuki estaba respaldada por la que ya tenía en los Estados Unidos.
Aparte de estos trabajos, Suzuki escribió una traducción del Lankavatara Sutra  y unos comentarios sobre su terminología sánscrita. Posteriormente sería un profesor visitante en la Universidad de Columbia. Influyó en los trabajos de Saburo Hasegawa, Judith Tyberg, Alan Watts  y otros que trabajaban en la Academia de California de Estudios Asiáticos (ahora conocido como Instituto de California de Estudios Integrales), en San Francisco en la década de 1950.
Suzuki es vinculado a menudo a la Escuela de Kioto de filosofía, pero no está considerado como uno de sus miembros oficiales. Suzuki se interesó en otras tradiciones además del Zen. Su libro "Zen y Budismo Japonés" ahonda en la historia e influencia de la mayoría de las Líneas de Budismo Japonés. En sus últimos años, comenzó a explorar en la fe Shin de su educación materna, y escribió un pequeño volumen sobre Budismo Shin: "El Buda de la Luz Infinita". D.T. Suzuki también produjo una traducción incompleta en inglés del Kyo gyo shin sho  ("La Verdadera Enseñanza, Práctica, Fe y Logro"), el trabajo principal de Shinran, el fundador de la escuela de Jodo Shinshu. Sin embargo, Suzuki no procuró popularizar la doctrina Shin en Occidente, puesto que creía que el Zen se ajustaba mejor a las preferencias occidentales por el Misticismo Oriental. También se interesó en el Misticismo Cristiano  y en algunos de los místicos más significativos de Occidente, especialmente en Meister Eckhart, a quien él comparaba con el Budismo Jodo Shinshu.
El Dr. Suzuki fue un erudito de reputación internacional y sus libros y conferencias enseñaron a Occidente la naturaleza y la finalidad del Zen. Maestro espiritual y filósofo, autor prolífico y profundo, y primera autoridad mundial en budismo Zen, su obra señaló una única y efectiva labor de acercamiento espiritual entre Oriente  y Occidente.

## Obra
Estos ensayos fueron enormemente influyentes cuando salieron, haciendo que el Zen fuera conocido en Occidente por primera vez:
- Essays in Zen Buddhism: First Series (1927), New York: Grove Press.
- Essays in Zen Buddhism: Second Series (1933), New York: Samuel Weiser, Inc. 1953-1971. Editado por Christmas Humphreys.
- Essays in Zen Buddhism: Third Series (1934), York Beach, Maine: Samuel Weiser, Inc. 1953. Editado por Christmas Humphreys.
- El Dr. Suzuki también completó la traducción del Lankavatara sutra desde el original en sánscrito. Boulder, CO: Prajña Press, 1978, ISBN 0-87773-702-9, publicado por primera vez en Routledge Kegan Paul, 1932.

Poco después le siguieron:
- An Introduction to Zen Buddhism, Kyoto: Eastern Buddhist Soc. 1934. Reeditado con prólogo de C.G. Jung, London: Rider & Company, 1948.
- The Training of the Zen Buddhist Monk, Kyoto: Eastern Buddhist Soc. 1934. New York: University Books, 1959.
- Manual of Zen Buddhism, Kyoto: Eastern Buddhist Soc. 1934. London: Rider & Company, 1950, 1956. Una colección de sutras budistas, textos clásicos de los maestros, iconos e imágenes, incluyendo "Ten Ox-Herding Pictures".

Después de la Segunda Guerra Mundial, una nueva interpretación:
- The Zen Doctrine of No-Mind, London: Rider & Company, 1949. York Beach, Maine: Red Wheel/Weiser 1972, ISBN 0-87728-182-3.
- Living by Zen. London: Rider & Company, 1949.
- Mysticism: Christian and Buddhist: The Eastern and Western Way, Macmillan, 1957. "A study of the qualities Meister Eckhart shares with Zen and Shin Buddhism". Incluye la traducción de poemas myokonin Saichi.
- Zen and Japanese Culture, New York: Pantheon Books, 1959. Un clásico.
- Zen Buddhism and Psychoanalysis, Erich Fromm, D. T. Suzuki, y De Martino. Aproximadamente una tercera parte de este libro es una larga discusión de Suzuki proporcionando un análisis budista de la mente, sus niveles y la metodología para extender la conciencia más allá del nivel meramente discursivo de pensamiento. En la elaboración de este análisis, Suzuki ofrece una explicación teórica para muchas de las historias de la enseñanza en el manejo de la espada en Zen and Japanese Culture lo que de otra manera parecería implicar la telepatía mental, la percepción extrasensorial, etc.

Miscelánea:
- Una antología de su obra hasta mediados de 1950: Zen Buddhism: Selected Writings of D.T. Suzuki, Doubleday, New York: 1956. Editado por William Barrett.
- Temprana obra sobre el filósofo-místico occidental. Swedenborg: Buddha of the North, West Chester, Pa: Swedenborg Foundation, 1996. Traducido por Andrew Bernstein de Swedenborugu, 1913.
- A Miscellany on the Shin Teaching of Buddhism; Kyōto, Shinshū Ōtaniha, 1949.
- Shin Buddhism; New York, Harper & Row, 1970.
- Gutoku Shaku Shinran, The Kyōgyōshinshō, The Collection of Passages Expounding the True Teaching, Living, Faith, and Realizing of the Pure Land, traducido por Daisetz Teitarō Suzuki (ed. por The Eastern Buddhist Society); Kyōto, Shinshū Ōtaniha, 1973.
- Collected Writings on Shin Buddhism (ed. por The Eastern Buddhist Society); Kyōto, Shinshū Ōtaniha, 1973.
- Transcripción de las conversaciones sobre budismo Shin. Buddha of Infinite Light. Boston: Shambhala Publications, 1998. Editado por Taitetsu Unno.
- Homenaje; antología de ensayos de grandes pensadores. D.T. Suzuki: A Zen Life Remembered. Wheatherhill, 1986. Reimprimido por Shambhala Publications.
- Véase también las obras de Alan Watts, Paul Reps et al.